# Flávio Canto
Flávio Vianna de Ulhôa Canto (Oxford, 16 april 1975) is een voormalig judoka uit Brazilië, die zijn vaderland tweemaal vertegenwoordigde bij de Olympische Spelen: in 1996 (Atlanta) en 2004 (Athene). Bij dat laatste toernooi won Canto een bronzen medaille in de klasse tot 81 kilogram (half-middengewicht), net als de Rus Dmitri Nossov. In 2012 nam hij afscheid van de wedstrijdsport.

## Instituto Reação
In 2003 richtte Canto het Instituto Reação op, een organisatie die zich bezighoudt met ontwikkelingswerk onder kinderen en jongeren in de arme favela's van Rio de Janeiro. De organisatie probeert de persoonlijke ontwikkeling en sociale integratie van kinderen en jongeren te bevorderen door middel van sport (m.n. judo) en onderwijs. 

## Erelijst

### Olympische Spelen
- – 2004 Athene, Griekenland (– 81 kg)

### Pan-Amerikaanse Spelen
- – 1995 Mar del Plata, Argentinië (– 78 kg)
- – 1999 Winnipeg, Canada (– 81 kg)
- – 2003 Santo Domingo, Dominicaanse Republiek (– 81 kg)

### Zuid-Amerikaanse Spelen
- – 2002 Rio de Janeiro, Brazilië (– 81 kg)

### Pan-Amerikaanse kampioenschappen
- – 1996 San Juan, Puerto Rico (– 78 kg)
- – 1997 Guadalajara, Mexico (– 78 kg)
- – 2006 Buenos Aires, Argentinië (– 81 kg)
- – 2009 Buenos Aires, Argentinië (– 81 kg)
- – 2010 San Salvador, El Salvador (– 81 kg)